# Skotniki Dolne
Skotniki Dolne – wieś w Polsce położona w województwie świętokrzyskim, w powiecie buskim, w gminie Wiślica.
| SIMC    | Nazwa      | Rodzaj    |
| ------- | ---------- | --------- |
| 0277380 | Folwark    | część wsi |
| 0277397 | Stara Wieś | część wsi |

W latach 1975–1998 miejscowość administracyjnie należała do województwa kieleckiego.
W Skotnikach Dolnych mieści się szkoła podstawowa, do której uczęszczają dzieci z tej miejscowości, jak i dwóch sąsiednich: Skotnik Górnych i Skorocic.

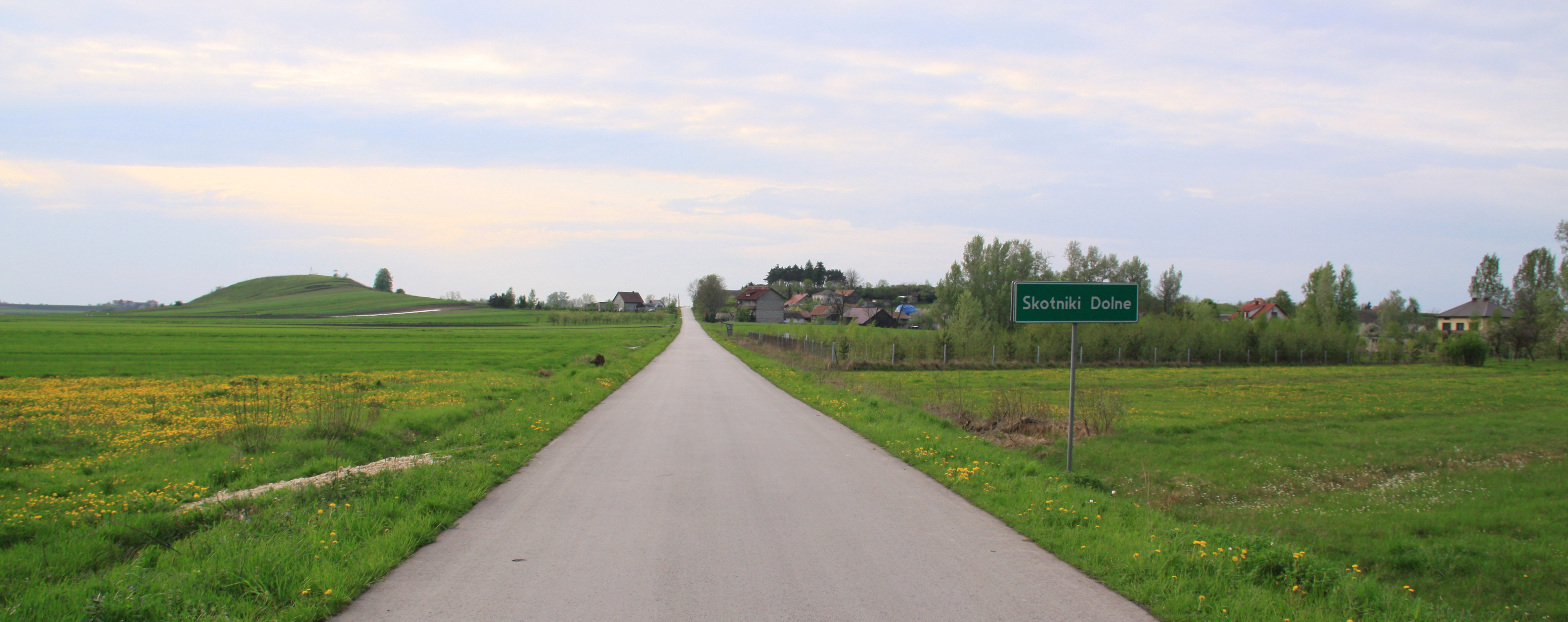
Skotniki Dolne – wjazd do wsi od strony Kobylnik